# Бунзенов пламеник
Бунзенов пламеник, који је измислио Роберт Бунзен, део је стандардне лабораторијске опреме. Користи се за загревање и стерилизацију. Бунзен је 1857. године објавио свој рад, и он је био прихваћен од стране његових колега. Бунзенов пламеник се тренутно користи у скоро свакој лабораторији широм света.